# José Oliveira de Sousa
José de Sousa (Lisszabon, 1974. február 25. –) portugál dartsjátékos. 2011-től a Professional Darts Corporation tagja. Beceneve "The Special One".

## Pályafutása

### PDC
De Sousa 2012-ben vett részt először a PDC világbajnokáságán, miután megnyerte a PDC nyugat-európai selejtezős tornáját. Ő volt az első portugál dartsjátékos aki kijutott egy dartsvilágbajnokságra. De Sousa a selejtező körben kezdett a vb-n, ahol a dél-afrikai Devon Petersen ellen kapott ki végül 4-3-ra.
Az év további részében megnyerte a Catalonia National Championship és a Catalan Open tornákat. De Sousa 2013-ban megnyerte a Soft Tip Bullshooter European Championship tornát Franck Guillermont ellen, valamint a 2015-ös Catalan Open-en újra döntőt játszhatott, melyen ezúttal nem tudott győzni.
Következő PDC világbajnokságán 2019-ben vehetett részt, ahol az elsö körben Michael Barnard ellen kapott ki 3–2-re. A vb után részt vett a PDC Q-School versenyén, ahol megszerezte a Tour Card-ot, amellyel részt vehetett a PDC versenyein. Ebben az évben a 18. és a 23. Players Championship állomáson is győzni tudott, először James Wade-et győzte le 8–5-re, majd Gerwyn Price ellen diadalmaskodott 8–1-re.
2020 októberének végén az Európa-bajnokság első fordulójában a holland Jeffrey de Zwaan elleni mérkőzésén kilencnyilas kiszállót dobott.
2020 novemberében megnyerte a Grand Slam of Darts nagytornát, amelynek döntőjében James Wade ellen győzött 16–12 arányban.

## Világbajnoki szereplései

### PDC
- 2012: Selejtező kör (vereség  Devon Petersen ellen 3–4)
- 2019: Első kör (vereség  Michael Barnard ellen 2–3)
- 2020: Első kör (vereség  Damon Heta ellen 0–3)
- 2021: Harmadik kör (vereség  Mervyn King ellen 0–4)
- 2022: Harmadik kör (vereség  Alan Soutar ellen 3–4)
- 2023: Negyedik kör (vereség  Gerwyn Price ellen 1–4)
- 2024: Második kör (vereség  Jeffrey de Graaf ellen 1–3)

## Döntői

### PDC nagytornák: 2 döntős szereplés
| Történet             |
| Grand Slam (1–0)     |
| Premier League (0–1) |

| Eredmény | Sorszám | Év   | Bajnokság            | Ellenfél a döntőben | Pontok    |
| Győztes  | 1.      | 2020 | Grand Slam of Darts  | James Wade          | 16–12 (l) |
| Döntős   | 1.      | 2021 | Premier League Darts | Jonny Clayton       | 5–11 (l)  |

1. ↑  (l) = pontszám legekben, (sz) = pontszám szettekben.

## További tornagyőzelmei
| Players Championships - Players Championship (BAR): 2019 - Players Championship (DUB): 2019 - Players Championship (MK): 2021 (x2) - Players Championship (NIE): 2021 PDC Qualifying Event - PDC World West European Qualifying Event: 2011 European Tour Events - European Darts Grand Prix: 2020 | - Catalonia National Championships: 2009, 2012 - Catalonia Open Darts: 2012 - FCD Anniversary Open: 2016 - Soft Tip Bullshooter European Championship: 2013 - Spanish Federation Cup: 2017 - International Open Vizcaya: 2017 |

## Televíziós 9 nyilasai
| Időpont           | Ellenfél         | Torna                | Kombináció                          | Forrás |
| ----------------- | ---------------- | -------------------- | ----------------------------------- | ------ |
| 2020. október 29. | Jeffrey de Zwaan | Európa-bajnokság     | 3 x T20; 2 x T20, T19; 2 x T20, D12 | [ 7 ]  |
| 2021. április 8.  | Nathan Aspinall  | Premier League Darts | 3 x T20; 3 x T20; T20, T19, D12     | [ 8 ]  |